# Smicridea protera
Smicridea protera är en nattsländeart som först beskrevs av Donald G. Denning 1948.  Smicridea protera ingår i släktet Smicridea och familjen ryssjenattsländor. Inga underarter finns listade i Catalogue of Life.